# Bobo-Dioulasso (departamento)
Bobo-Dioulasso é um departamento ou comuna da província de Houet no Burkina Faso. A sua capital é Bobo-Dioulasso, a segunda maior cidade do Burkina Faso.
Em 1 de julho de 2018 tinha uma população estimada em 833471 habitantes.